# Comité Olímpico de Uganda
El Comité Olímpico de Uganda (código COI: UGA) es el Comité Olímpico Nacional que representa a Uganda. Fue creado en 1950 y reconocido oficialmente por el Comité Olímpico Internacional en 1956.

## Presidentes del Comité

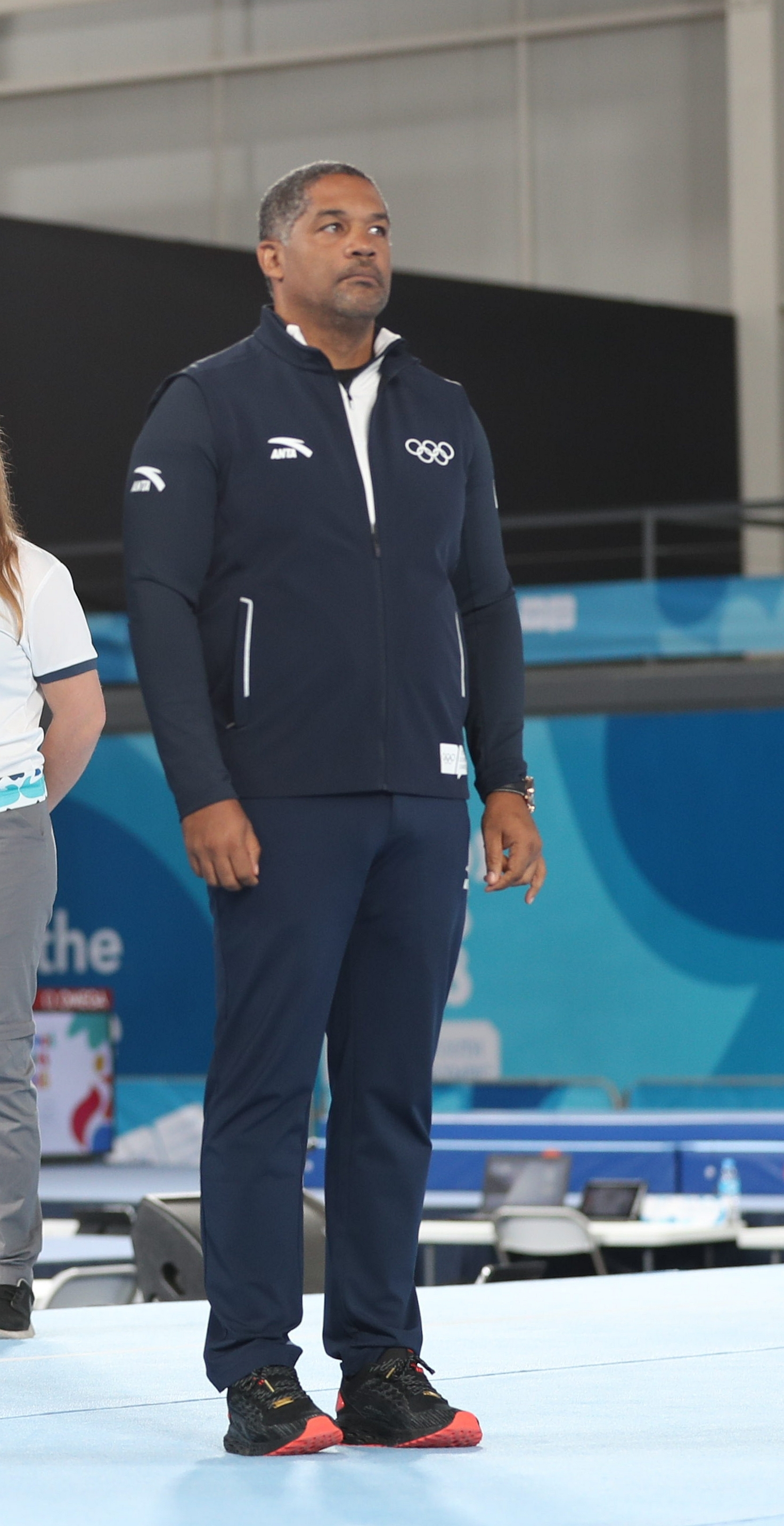
William Frederick Blick, 2018

- 1950–1958 – Richard Posnett

…
- 1981–2009 – Francis Nyangweso
- 2009–Hans de 2012 – Roger Ddungu[2]
- 2013–al presente – Frederick William[3]